# Der verlorene Schatten
Der verlorene Schatten è un film muto del 1921 diretto da Rochus Gliese.

## Produzione
Il film fu prodotto dalla Projektions-AG Union (PAGU). Venne girato in esterni in Austria, allo Schloß Dürnstein e allo Schloß Schönbühel, mentre le riprese in interni furono effettuate all'Ufa-Atelier di Berlino Tempelhof.

## Distribuzione
Distribuito dall'Universum Film (UFA), uscì nelle sale cinematografiche tedesche dopo essere stato presentato a Berlino il 3 febbraio 1921. Negli Stati Uniti, dov'è conosciuto con il titolo The Lost Shadow, fu proiettato a New York il 19 marzo 1928, distribuito dall'Ufa Film Company.